# Wemaers-Cappel
Wemaers-Cappel – miejscowość i gmina we Francji, w regionie Hauts-de-France, w departamencie Nord.
Według danych na rok 1990 gminę zamieszkiwało 186 osób, a gęstość zaludnienia wynosiła 45 osób/km² (wśród 1549 gmin regionu Nord-Pas-de-Calais Wemaers-Cappel plasuje się na 1024. miejscu pod względem liczby ludności, natomiast pod względem powierzchni na miejscu 755.).